# Standortkommando Berlin
Das Standortkommando Berlin (ⓘ; StOKdo Berlin) war ein Kommando der Bundeswehr.
Die Dienststelle wurde 1990 unter der Bezeichnung Verteidigungsbezirkskommando 100 als eines der Verteidigungsbezirkskommandos im Territorialheer aufgestellt. Ab 1997 trug das Kommando die Bezeichnung Standortkommando Berlin. Ab 2007 übernahm es die Aufgaben eines Landeskommandos für das Land Berlin. Das Standortkommando Berlin wurde 2013 außer Dienst gestellt. Es war seit 2001 dem Wehrbereichskommando III der Streitkräftebasis unterstellt.

## Aufträge
Das Standortkommando hatte bis Mitte 2007 den Rang eines Verteidigungsbezirkskommandos. In dieser Zeit war die Territoriale Verteidigung der Hauptstadt seine Hauptaufgabe. Gleichzeitig war es Zeit seines Bestehens Standortkommandantur für Berlin. Anders als andere Verteidigungsbezirkskommandos oder Landeskommandos führte es zusätzlich Verbände für den protokollarischen Dienst und Truppenteile, die besondere Aufgaben im Zusammenhang mit den in der Hauptstadt angesiedelten Bundeseinrichtungen hatten. Die Größe entsprach auch zuletzt etwa dem eines „alten“ Verteidigungsbezirkskommandos oder einer (kleinen) Brigade des Feldheeres. Als Besonderheit für ein Landes- oder Verteidigungsbezirkskommando kommandierte das Standortkommando Berlin auch Truppenteile, die außerhalb Berlins (zuletzt beispielsweise in Storkow und Siegburg) stationiert waren.

## Geschichte

### Vorgeschichte
In der Zeit der deutsch-deutschen Teilung wurden Verteidigungsaufgaben für Groß-Berlin gemäß dem Londoner Protokoll von 1944, dem Potsdamer Abkommen von 1945 und dem Besatzungsstatut durch die Alliierte Kommandantur wahrgenommen. Daher waren in West-Berlin keine deutschen Soldaten stationiert. In West-Berlin waren Truppen der drei Westalliierten stationiert. In Ost-Berlin waren sowjetische Truppen stationiert. Die Nationale Volksarmee der Deutschen Demokratischen Republik unterhielt allerdings mit Billigung der Sowjetunion eine Stadtkommandantur Berlin am Alexanderplatz.

### Als Verteidigungsbezirkskommando 100

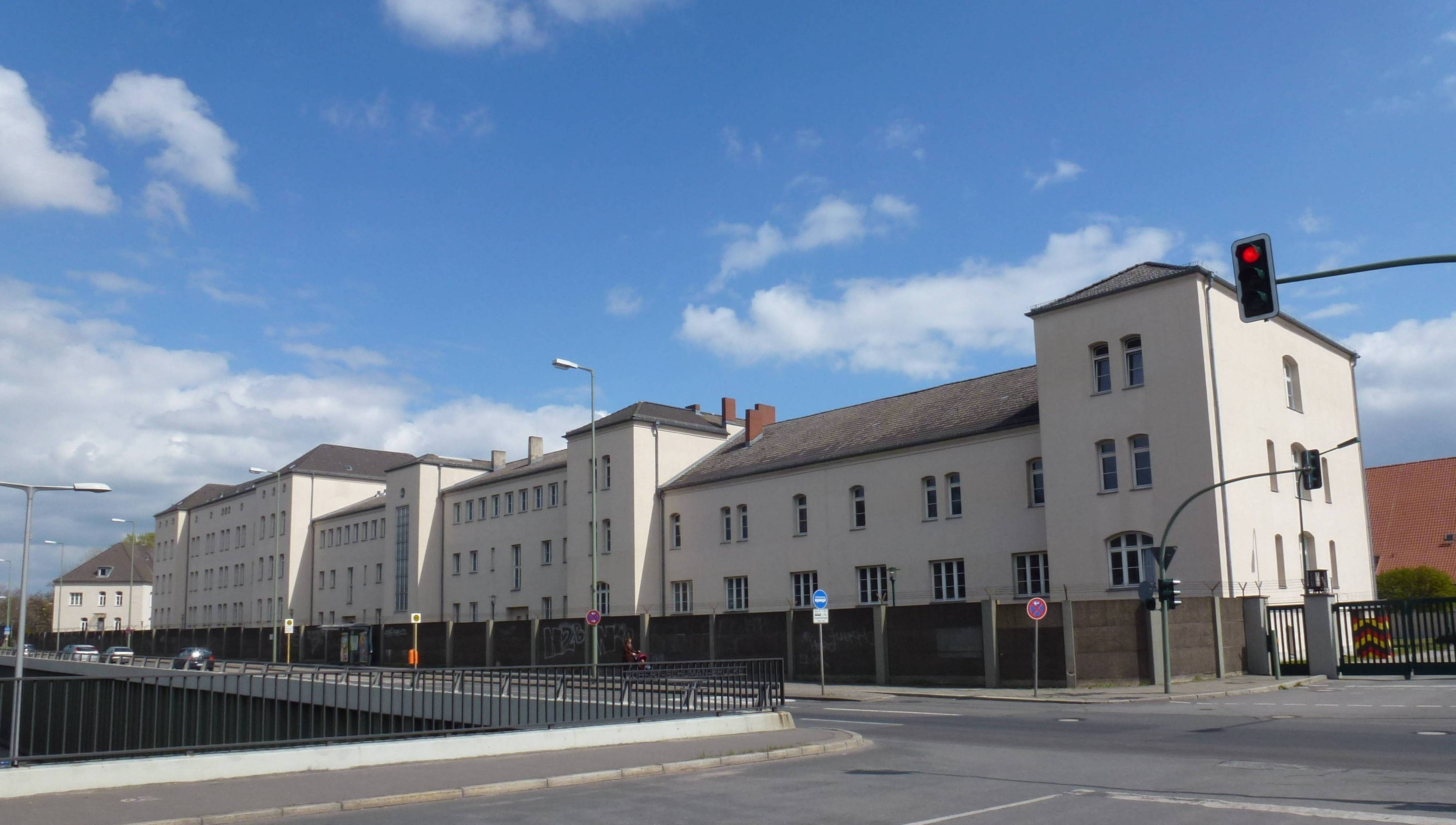
Sitz seit 1995: die Julius-Leber-Kaserne

Nach der Wiedervereinigung wurden im ehemaligen Militärbezirk V der Landstreitkräfte der Nationalen Volksarmee und in West-Berlin zügig die aus Westdeutschland bekannten territorialen Strukturen geschaffen (vgl. die Gliederung des Territorialheeres um 1989). Das Verteidigungsbezirkskommando 100 wurde zur Einnahme der Heeresstruktur V am 3. Oktober 1990 als Teil des Territorialheeres als eines der fünfzehn in Ostdeutschland neu aufgestellten Verteidigungsbezirkskommandos ausgeplant. Gemäß der zivilen Verwaltungsgliederung entsprach der Verteidigungsbezirk in etwa dem neu errichteten Land Berlin. Neben dem Verteidigungsbezirkskommando 10, 20 und 46 war das Verteidigungsbezirkskommando 100 eines der wenigen Verteidigungsbezirkskommandos, das ein gesamtes Land umfasste. Es wurde jedoch zunächst nicht wie die anderen Verteidigungsbezirkskommandos in Nordostdeutschland dem Befehlshaber im Wehrbereich VIII unterstellt, sondern unterstand zunächst dem Heereskommando Ost, dann unmittelbar dem Korps/ Territorialkommando Ost. Analog dem Hamburger Verteidigungsbezirkskommando 10 und dem Bremer Verteidigungsbezirkskommando 20 war das Verteidigungsbezirkskommando 100 gleichzeitig Standortkommandantur für Berlin und wurde entsprechend vollständig als Verteidigungsbezirkskommando 100/ Standortkommandantur Berlin bezeichnet. Das Verteidigungsbezirkskommando 100 war aufgrund seines kleinen Verteidigungsbezirks und gemäß der Verwaltungsgliederung Berlins nicht weiter in Verteidigungskreiskommandos untergliedert.
Standort des Stabes war zunächst das Kasernengelände Am Treptower Park. Anfang 1992 verlegte der Stab in die Gardeschützenkaserne in Lichterfelde. Mitte 1992 verlegte er in die Kaserne Kaserne in Rummelsburg, nachdem kurzzeitig eine Postanschrift in der Kaserne Am Weidendamm in Berlin-Mitte bestanden hatte. Zu Beginn des Jahres 1995 verlegte das Verteidigungsbezirkskommando 100 dann in sein endgültiges Quartier in der Julius-Leber-Kaserne im Wedding.
1995 wurde das Verteidigungsbezirkskommando 100 dem Wehrbereichskommando VIII/ 14. Panzergrenadierdivision unterstellt. Nachdem die Fusionierung dieses Verbandes im Jahr 1997 rückgängig gemacht und das Wehrbereichskommando VIII zum 1. Oktober 1997 aufgelöst wurde, wechselte das Verteidigungsbezirkskommando 100 zum 1. Oktober 1997 zum Wehrbereichskommando VII/ 13. Panzergrenadierdivision.
Als der kurzzeitig fusionierte Stab der Panzerbrigade 42/ Verteidigungsbezirkskommando 84 im Oktober 1996 wieder getrennt wurde, übernahm das Verteidigungsbezirkskommando 100 vorübergehend die territorialen Aufgaben in West-Brandenburg, bis das Verteidigungsbezirkskommando 84 in Potsdam wieder in Dienst gestellt wurde.

### Als Standortkommando Berlin

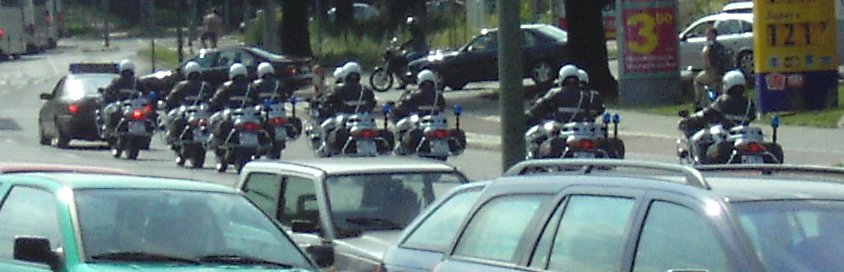
Feldjäger des Feldjägerbataillons 350

Das Verteidigungsbezirkskommando 100 wurde am 1. Oktober 1997 in Standortkommando Berlin umbenannt. Es nahm aber im Bereich Berlin weiterhin die Aufgaben eines Verteidigungsbezirkskommandos war. Zeitgleich wurde das Jägerbataillon 581 unter der neuen Bezeichnung Jägerbataillon 1 „Berlin“ als eines der noch verbliebenen Bataillone der Heimatschutztruppe unterstellt. 1998 wurde als weiterer Infanterietruppenteil dem Standortkommando Berlin das nicht aktive Sicherungsbataillon 902 in Siegburg unterstellt. Ab 1995 wurden im Zuge der Umsetzung des Berlin/Bonn-Gesetzes erste Teile des Wachbataillons beim Bundesministerium der Verteidigung von Bergisch Gladbach in die Julius-Leber-Kaserne verlegt.
2001 wechselte das Standortkommando Berlin im Rahmen der Neuordnung der Wehrbereiche vom Heer in die Streitkräftebasis und wurde Teil des neu zugeschnittenen Wehrbereichs III. Am 6. September 2002 wurde das Jägerbataillon 1 „Berlin“ außer Dienst gestellt. Am 15. September 2006 wurde das nicht aktive Sicherungsbataillon 902 in Siegburg aufgelöst.
Alle Verteidigungsbezirkskommandos wurde bis etwa 2007 außer Dienst gestellt. Ihre Aufträge übernahmen im Wesentlichen die neu aufgestellten Landeskommandos. In Berlin blieb jedoch das Standortkommando Berlin unter gleicher Bezeichnung und mit gleichem Kommandobereich erhalten. Statt eines „Landeskommandos Berlin“ fungierte das Standortkommando Berlin als Landeskommando für das Land Berlin. Es war weiterhin dem Wehrbereichskommando III unterstellt.
Das Standortkommando gliederte sich zuletzt grob in folgende Truppenteile:
- Stab Standortkommando Berlin, Berlin
  -  Stabs- und Versorgungskompanie Standortkommando Berlin, Berlin
  -  Feldjägerbataillon 350, Berlin und Storkow (Mark)
  -  Stabsmusikkorps der Bundeswehr, Berlin
  -  Wachbataillon beim Bundesministerium der Verteidigung, Berlin und Siegburg

Daneben waren weitere kleinere zivile und militärische Dienststellen in Berlin unterstellt. Dem Standortkommandanten unterstanden beispielsweise ein Standortübungsplatz, ein Familienbetreuungszentrum und eine Hallenschießanlage. Das Kommando gliederte sich nicht wie andere Landeskommandos weiter in Bezirks- und Kreisverbindungskommandos.

### Auflösung

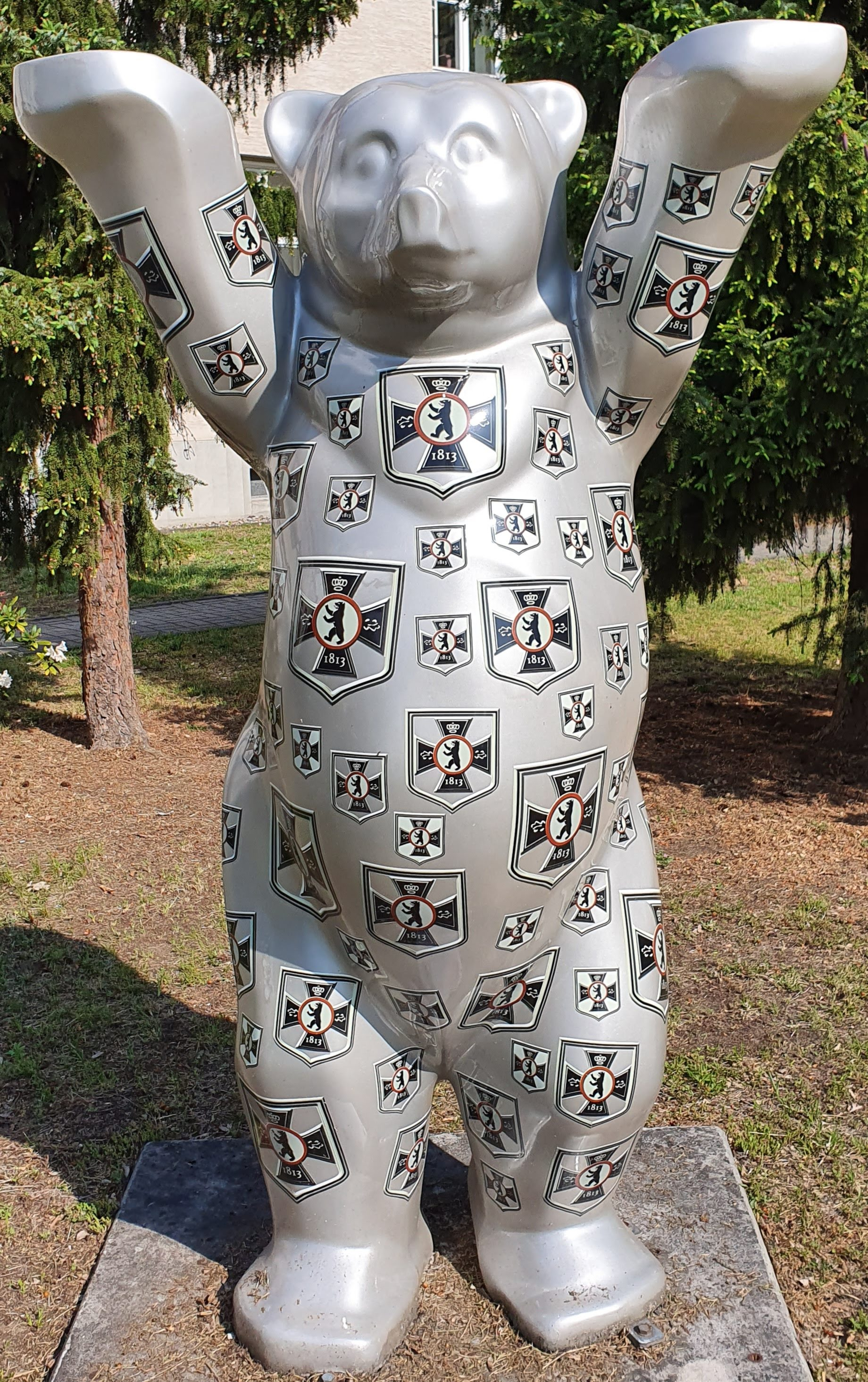
Buddy Bär (Modell „Tänzer“)

Im Zuge der Umsetzung der Neuausrichtung der Bundeswehr wurde das Standortkommando Berlin als einziges der sechzehn Landeskommandos am 24. Januar 2013 aufgelöst. Seine Aufgaben wurden seitdem unmittelbar durch eine Abteilung im Kommando Territoriale Aufgaben der Bundeswehr unter Führung des Generals für Standortaufgaben Berlin wahrgenommen. Brigadegeneral Peter Braunstein war der letzte Kommandeur des Standortkommandos Berlin und erster General für Standortaufgaben Berlin. Das Wachbataillon beim Bundesministerium der Verteidigung wurde dem Kommando Territoriale Aufgaben der Bundeswehr unterstellt. Das Stabsmusikkorps wurde dem Zentrum Militärmusik der Bundeswehr zugeordnet. Das Feldjägerbataillon 350 wurde dem Kommando Feldjäger der Bundeswehr unterstellt und bis Oktober 2013 zum Feldjägerregiment 1 umgegliedert. Als „Nachfolger“ der Heimatschutztruppe wurde in Berlin im November 2013 eine Kompanie der Regionalen Sicherungs- und Unterstützungskräfte neu aufgestellt.

### Weitere Entwicklung
Ende 2020 wurde aus der Abteilung des Generals für Standortaufgaben Berlin Kommando Territoriale Aufgaben der Bundeswehr das Landeskommando Berlin als nunmehr eigenständiger Truppenteil ausgeplant. Das Landeskommando Berlin steht in einer Traditionsreihe mit dem früheren Standortkommando Berlin und führt dessen internes Verbandsabzeichen fort.

## Kommandeure
Der Kommandeur war in der Regel ein Offizier im Dienstgrad Brigadegeneral. Dieser war zugleich Standortältester für den Standortbereich Berlin. Die Kommandeure waren:
| Name                                    | Beginn der Berufung | Ende der Berufung  |
| --------------------------------------- | ------------------- | ------------------ |
| Brigadegeneral Peter Braunstein         | 16. Dezember 2009   | 31. Dezember 2012  |
| Brigadegeneral Christian Westphal       | 1. Oktober 2007     | 16. Dezember 2009  |
| Brigadegeneral Victor von Wilcken       | 1. Oktober 2004     | 30. September 2007 |
| Oberst Jörg Schultze                    | 2002                | 2004               |
| Brigadegeneral Eckart Fischer           | 24. September 1998  | Januar 2002        |
| Brigadegeneral Hans Helmut Speidel      | 29. September 1995  | 30. September 1998 |
| Brigadegeneral Hasso von Uslar-Gleichen | 3. Oktober 1990     | 29. September 1995 |

## Verbandsabzeichen

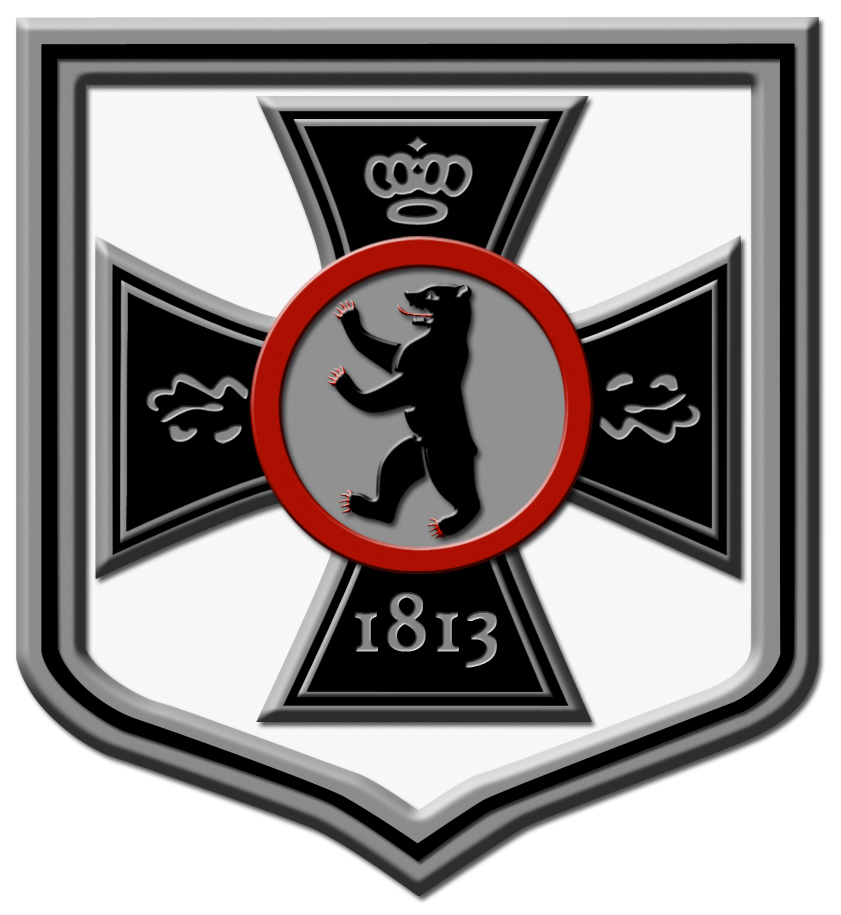
Internes Verbandsabzeichen des Stabes / Stabskompanie

Das Verteidigungsbezirkskommando führte wie alle Verteidigungsbezirkskommandos kein eigenes Verbandsabzeichen. Die Soldaten trugen daher meist das Verbandsabzeichen des übergeordneten Wehrbereichskommandos (bzw. bis 1995 zunächst des Korps / Territorialkommandos Ost). Nur die Angehörigen des Wachbataillons beim Bundesministerium der Verteidigung und des Stabsmusikkorps trugen aus ihrer Tradition heraus weiterhin das Verbandsabzeichen des bereits außer Dienst gestellten Sicherungs- und Versorgungsregiments beim BMVg.
Als „Abzeichen“ für das Standortkommando Berlin wurde daher unpräzise manchmal das interne Verbandsabzeichen des Stabes und der Stabskompanie „pars pro toto“ für das gesamte Verteidigungsbezirkskommando genutzt. Das interne Verbandsabzeichen zeigte als Hinweis auf den Stationierungsraum den Berliner Bären ähnlich wie im Wappen Berlins im kleinen, runden silbernen Schild mit rotem Bord. Dieser kleine Schild war auf das Eiserne Kreuz aufgelegt. Das Eiserne Kreuz ist das Hoheitssymbol der Bundeswehr und früherer deutscher Streitkräfte. In der Darstellung ähnelt es der Ausführung aus dem Stiftungsjahr 1813 (mit Eichenlaub, Stiftungsjahr und preußischer Krone in den Strahlen).
Das Ende 2020 neu aufgestellte Landeskommando Berlin führt ein identisches internes Verbandsabzeichen.